# David Huffman
David Oliver Huffman (Berwyn, 10 maggio 1945 – San Diego, 27 febbraio 1985) è stato un attore statunitense.

## Biografia
Huffman ha iniziato a recitare per il cinema nel 1978 nel film F.I.S.T., al fianco di Sylvester Stallone e Peter Boyle. Dopo aver recitato in altri film come Castelli di ghiaccio, Il campo di cipolle e Spiaggia di sangue, verrà diretto da Clint Eastwood nel 1982 nel film Firefox - Volpe di fuoco.
Huffman morì a soli 39 anni il 27 febbraio 1985, quando fu accoltellato mortalmente con un cacciavite da un malvivente di 16 anni, morendo dissanguato.

## Filmografia
- F.I.S.T., regia di Norman Jewison (1978)
- Castelli di ghiaccio (Ice Castles), regia di Donald Wrye (1978)
- Il campo di cipolle (The Onion Field), regia di Harold Becker (1979)
- Spiaggia di sangue (Blood Beach), regia di Jeffrey Bloom (1981)
- Firefox - Volpe di fuoco (Firefox), regia di Clint Eastwood (1982)
- Last Plane Out, regia di David Nelson (1983)

## Doppiatori Italiani
- Massimo Rossi in La casa nella prateria
- Gianni Giuliano in Firefox - Volpe di fuoco